# Helmut Witte (katona)
Helmut Friedrich Witte (Bojendorf auf Fehmarn, 1915. április 6. – Duisburg, 2005. október 3.) német tengerésztiszt, tengeralattjáró-kapitány. Második világháborús szolgálata során kiérdemelte a Vaskereszt első-, illetve másodosztályát, továbbá a Vaskereszt lovagkeresztjét.

## Élete
Helmut Witte 1915-ben született Bojendorf auf Fehmarnban, a Németországhoz tartozó Schleswig-Holstein tartomány egyik helységében. A fiatal Witte 1934. április 8-i hatállyal lépett a német haditengerészet, a Kriegsmarine kötelékébe, ahol az alapkiképzést követően tengerészkadétként a német Gorch Fock nevű német vitorlásra került, majd szolgálatát a Karlsruhe-és a Köln könnyűcirkálókon folytatta. Hamarosan előléptették fregatthadnaggyá és a Köln könnyűcirkáló figyelőtisztjeként részt vett a spanyol polgárháború során végrehajtott német flottamanőverekben. Ezt követően különböző torpedónaszádok fedélzetén töltött be pozíciókat, majd 1939 decemberében az 5. Romboló-flotillához  került. A Z22 Anton Schmitt  német romboló fedélzetén részt vett az 1940 tavaszán végrehajtott norvégiai hadműveletekben. Az 1940. április 10-én megvívott első narviki csata során a brit hadihajók meglepetésszerű támadást hajtottak végre a Narvik kikötőjében álló német rombolók ellen, melynek során az Anton Schmitt torpedótalálatot szenvedett és elsüllyedt a fjordban. Witte túlélte a katasztrófát, majd több túlélőtársához hasonlóan a szárazföldre kiúszva csatlakozott az ekkor még a norvégokkal, később a szövetséges erőkkel harcoló német hegyivadász egységekhez.
A norvég hadjáratot követően, 1940 júliusában Witte átjelentkezett a flotta tengeralattjáró-fegyverneméhez. Kiképzését követően elsőtisztként 1941 júliusáig a Günter Hessler parancsnoksága alatt álló U-107  fedélzetére került, ahol részt vett a háború legsikeresebb U-boot portyájában. 1941. március 29-és 1941. július 2. között végrehajtott bevetése során az U-107 összesen tizennégy szövetséges teherhajót süllyesztett el (86,699 BRT), a háború legeredményesebb bevetését végrehajtva.
1941. október 4-i hatállyal kinevezték az U-159  parancsnokává, 1943 tavaszáig négy hosszabb bevetésen vett részt. Második bevetése során az Atlanti-óceánon áthajózva az U-159 elsősorban a Karib-térségben portyázott, összesen tizenegy kereskedelmi hajót süllyesztett el, egy további másikat pedig súlyosan megrongált. Harmadik bevetésén a „Eisbär” (Jegesmedve) csoport tagjaként részt vett a dél-afrikai konvojútvonalak elleni támadásokban, 1942 augusztusa és 1943 januárja között összesen tizenegy hajót süllyesztett el. 1942. október 22-én hivatalos hatállyal kitüntették a legmagasabb német kitüntetés, a Vaskereszt lovagkeresztjével.
1943 júniusában hagyta el az aktív frontszolgálatot, miután súlyos légúti fertőzést kapott és hónapokig tartó kórházi kezelésen esett át. A háború további részében az U-boot flotta vezérkarában szolgált törzstisztként, 1945. április 20-án korvettkapitánnyá léptették elő. A második világháborús tengeri szolgálata során Helmut Witte kapitány összesen huszonkét hajót süllyesztett el (119,819 BRT), további egyet megrongált (265 BRT).
A háborút követően a német tengerésztiszt két hónapot töltött brit hadifogságban, majd ezt követően előbb földművesként, majd gyári munkásként dolgozott. A későbbiekben sikerült karriert építenie a civil szférában és az 1960-as évekre egy német gazdasági vállalat személyi vezetője lett. Duisburg városában hunyt el 2005. október 3-án, kilencven évesen.

## Kitüntetései
- a Német Szövetségi Köztársaság érdemrendje
- A Vaskereszt Lovagkeresztje
- Spanyol Kereszt
- U-boat War Badge (1939)
- Vaskereszt 1. osztálya
- Iron Cross 2nd Class
- Narvik Shield
- U-boat Front Clasp in Bronze
- Wound Badge (1939) in Black
- Wound Badge (1939) in Silver
- War Merit Cross 2nd Class with Swords